# ムンダ空港
ムンダ空港（Munda Airport）は、ソロモン諸島ニュージョージア島ムンダにある空港。

## 就航路線
| 航空会社     | 就航地     |
| ------------ | ---------- |
| ソロモン航空 | セゲ, ギゾ |

## 歴史
第二次世界大戦中にはガダルカナル島攻略の足場として日本軍が滑走路を建設した。1942年11月24日に輸送船団がムンダ・ポイントに入港して滑走路の工事を始め、それはケーブルで浮かせたヤシ林で空から慎重に隠されていた。
12月3日にアメリカ軍は航空機から滑走路を発見し、12月9日にB-17爆撃機で初めて爆撃が行われた。しかしながら、空と海からの定期的な爆撃、砲撃にもかかわらず日本軍によって滑走路の使用が続けられた。アメリカ軍のニュージョージア島の戦いは1943年7月にムンダを陸上から包囲し、8月6日に滑走路を占領するまで続いた。